# Nehomar Obed Matias Oramas
Nehomar Obed Matias Oramas (La Victoria, Edo. Aragua; Venezuela; 13 de septiembre de 1980) es un exjugador y entrenador de fútbol profesional, actualmente radica en Estados Unidos y es uno de los fundadores de 318 performance Junto a juan arango y José Manuel rey, donde también forman parte del equipo de trabajo de la academia hodler miami fc.  

## Trayectoria

### Atlántico la Victoria
En 1998, se desempeñó como jugador en Atlántico la Victoria.

### Monagas Sport Club
En el 2000, se desempeñó como jugador en Monagas Sport Club.

### Unión Lara Sport Club
En 2001, se desempeñó como jugador en Unión Lara Sport Club.

### Zamora Fútbol Club
En 2003, se desempeñó como jugador en Zamora Fútbol Club.

### Universidad Central de Venezuela Fútbol Club
En 2006, se desempeñó como jugador en la Universidad Central de Venezuela Fútbol Club.

### Lara Fútbol Club
En 2011, fue designado como entrenador en la segunda división de Lara Futbol Club.

### Tucanes de Amazonas Fútbol Club
En 2012, fue designado primera división de Tucanes de Amazonas Futbol Club.

### Módulos de la selección Venezolana de fútbol
En 2011, fue invitado como ayudante en los módulos de la selección Venezolana de Fútbol al mando del profesor César Farias.

### Sport Boys Associaton
En 2014, fue designado como entrenador en la segunda división de Sport Boys Association.

### Club Sport Coopsol
En 2014, fue designado como entrenador en la segunda división de Club Sport Coopsol.

### Aragua Fútbol Club
En 2015, fue designado como asistente de campo en la primera división de Aragua futbol club.

### Mineros de Guayana
En 2015, fue designado como asistente de campo para la primera división en mineros de Guayana.

### Sport Boys Association
En 2016, fue designado como preparador físico en la segunda división de sport boys association.

### Federación Peruana de Fútbol
En 2011, fue designado como preparador físico en la Federación Peruana de Fútbol.

### Club Sport Rosario
En abril de 2018, fue designado como jefe de unidad técnica de Rosario Fútbol Club.

### Club Strongest
En 2018, fue designado como asistente de campo para Club Strongest en la Copa Libertadores del mismo año.

### Federación Boliviana de Fútbol
En 2017 y 2018, fue designado como preparador físico en las secciones sub-20 y sub-17 de la Federación boliviana de futbol.

### Selección de Bolivia
En julio de 2018, fue designado por la Federación Boliviana de Fútbol como asistente de campo de la selección nacional de ese mismo país. Teniendo como principal objetivo lograr la clasificación al Mundial de 2022 a realizarse en Catar. Y en los módulos de entrenamiento como  de campo del  técnico  César Farias.
| Partidos con la Selección de Bolivia | Partidos con la Selección de Bolivia | Partidos con la Selección de Bolivia | Partidos con la Selección de Bolivia | Partidos con la Selección de Bolivia |
| N.º                                  | Fecha                                | Lugar                                | Rival                                | Competición                          |
| ------------------------------------ | ------------------------------------ | ------------------------------------ | ------------------------------------ | ------------------------------------ |
| 1                                    | 28 de mayo de 2018                   | Pensilvania                          | Estados Unidos                       | Amistoso                             |
| 2                                    | 7 de junio de 2018                   | Innsbruck                            | Corea del Sur                        | Amistoso                             |
| 3                                    | 9 de junio de 2018                   | Graz                                 | Serbia                               | Amistoso                             |
| 3                                    | 10 de septiembre de 2018             | Riad                                 | Arabia Saudita                       | Amistoso                             |
| 4                                    | 13 de octubre de 2018                | Rangún                               | Birmania                             | Amistoso                             |
| 5                                    | 16 de octubre de 2018                | Teherán                              | Irán                                 | Amistoso                             |
| 6                                    | 15 de octubre de 2019                | Santa Cruz de la Sierra              | Haití                                | Amistoso                             |
| 7                                    | 16 de noviembre de 2018              | Dubái                                | Emiratos Árabes Unidos               | Amistoso                             |
| 8                                    | 20 de noviembre de 2018              | Al Ain                               | Irak                                 | Amistoso                             |
| 9                                    | 10 de septiembre de 2019             | Ecuador                              | Ecuador                              | Amistoso                             |
| 10                                   | 10 de octubre de 2019                | Caracas                              | Venezuela                            | Amistoso                             |
| 11                                   | 9 de octubre de 2020                 | São Paulo                            | Brasil                               | Eliminatorias                        |
| 12                                   | 12 de noviembre de 2020              | La Paz                               | Ecuador                              | Eliminatorias                        |
| 13                                   | 3 de junio de 2021                   | La Paz                               | Venezuela                            | Eliminatorias                        |
| 14                                   | 8 de junio de 2021                   | Santiago                             | Chile                                | Eliminatorias                        |
| 15                                   | 17 de noviembre de 2021              | Asunción                             | Paraguay                             | Eliminatorias                        |
| 16                                   | 13 de octubre de 2021                | La Paz                               | Argentina                            | Eliminatorias                        |
| 17                                   | 14 de junio de 2021                  | Goiânia                              | Paraguay                             | Copa América 2021                    |
| 18                                   | 18 de junio de 2021                  | Cuiabá                               | Chile                                | Copa América 2021                    |
| 19                                   | 24 de junio de 2021                  | Cuiabá                               | Uruguay                              | Copa América 2021                    |
| 20                                   | 28 de junio de 2021                  | Cuiabá                               | Argentina                            | Copa América 2021                    |
| 21                                   | 2 de septiembre de 2021              | La Paz                               | Colombia                             | Eliminatorias                        |
| 22                                   | 5 de septiembre de 2021              | Montevideo                           | Colombia                             | Eliminatorias                        |
| 23                                   | 9 de septiembre de 2021              | Argentina                            | Bolivia                              | Eliminatorias                        |
| 24                                   | 7 de octubre de 2021                 | Ecuador                              | Bolivia                              | Eliminatorias                        |
| 25                                   | 10 de octubre de 2021                | La Paz                               | Perú                                 | Eliminatorias                        |
| 26                                   | 14 de octubre de 2021                | La Paz                               | Paraguay                             | Eliminatorias                        |

Se menciona en primer término el marcador registrado por el conjunto boliviano.

## Clubes

### Como jugador
| Club                                         | País      | Año  |
| -------------------------------------------- | --------- | ---- |
| Atlántico la Victoria                        | Venezuela | 1998 |
| Monagas Sport Club                           | Venezuela | 2000 |
| Unión Lara Sport Club                        | Venezuela | 2001 |
| Zamora Fútbol Club                           | Venezuela | 2003 |
| Universidad Central de Venezuela Fútbol Club | Venezuela | 2006 |

### Como entrenador
| Club                                         | País      | Año           |
| -------------------------------------------- | --------- | ------------- |
| Lara Fútbol Club                             | Venezuela | 2011          |
| Tucanes de Amazonas Fútbol Club              | Venezuela | 2012          |
| Módulos de la selección Venezolana de fútbol | Venezuela | 2012          |
| Sport Boys Association                       | Perú      | 2014          |
| Club Sport Coopsol                           | Perú      | 2014          |
| Aragua Fútbol Club                           | Venezuela | 2015          |
| Mineros de Guayana                           | Venezuela | 2015          |
| Sport boys association                       | Perú      | 2016          |
| Federación Peruana de Fútbol                 | Perú      | 2017          |
| Sport Rosario                                | Perú      | 2018          |
| Club Strongest                               | Bolivia   | 2018          |
| Federación Boliviana de Fútbol               | Bolivia   | 2017-2018     |
| Selección nacional                           | Bolivia   | 2019-presente |

## Selecciones
| Sección                         | Categoría                   | Año             |
| ------------------------------- | --------------------------- | --------------- |
| Federación Venezolana de Fútbol | Selección S-17              | 2011            |
| Federación Venezolana de Fútbol | Selección S-20              | 2012            |
| Federación Peruana de Fútbol    | Selección Femenina S-17     | 2017            |
| Federación Peruana de Fútbol    | Selección Femenina S-20     | 2017            |
| Federación Peruana de Fútbol    | Selección Femenina Absoluta | 2017            |
| Federación Boliviana de Fútbol  | Selección S-17              | 2019            |
| Federación Boliviana de Fútbol  | Selección S-20              | 2019            |
| Federación Boliviana de Fútbol  | Selección S-23              | 2019            |
| Federación Boliviana de Fútbol  | Selección Absoluta          | 2018 — Presente |

## Otros logros
| - Subcampeón de torneo boliviano 2018 - Subcampeón de la Liga del Fútbol Profesional Boliviano - Subcampeón Club The Strongest |